# Decavitator
Decavitator je křídlový člun poháněný lidskou silou postavený na Massachusettském technologickém institutu. V současnosti drží rychlostní rekord pro člověkem poháněný dopravní prostředek pohybující se po vodě. 27. října 1991 s ním Mark Drela projel stometrovou dráhu na řece Charles River v Bostonu rychlostí 9,53 metrů za sekundu (18,5 uzlu).
Nyní je součástí expozice muzea vědy v Bostonu. 